# غابة القبة
غابة القبة هي غابة تقع في القبة بمنطقة متيجة بولاية الجزائر. تدار من قبل هيئة المحافظة على الغابات في الجزائر العاصمة تحت إشراف المديرية العامة للغابات (DGF).

## تاريخ
كانت الغابة في البداية كبيرة وواسعة، لكن بسبب التوسع العمراني في مدينة الجزائر، قلص من مساحتها. وعندما تشأت مدينة القبة، أبان الحقبة الاستعمارية الفرنسية، ومن ثم بفضل التوسع الديموغرافي الهائل الذي شهدته الجزائر بعد الاستقلال في عام 1962 أزيلت مساحات واسعة منها وتحولت إلى أراضي سكنية.

## خلفية
غابة القبة عبارة عن مساحة خضراء، يرتادها العديد من السكان. وهي غابة صنوبر يرتادها ممارسو الكرة الحديدية، وبنيت فيها صالة للبولينغ. وهي واحدة من الأماكن المشجرة القليلة في بلدية القبة حيث نفذت مديرية الغابات خطة تعمل على تطوير المناطق الخضراء في المدينة بما يلبي تطلعات السكان. ويتطلب هذا العمل الحفاظ على منطقة الغابات، وإطلاق عملية لتشجير العديد من الغابات والأماكن العامة، والتي بدورها ستعزز تجديد الغابة في إطار خطة إعادة التحريج الوطنية، والتي تهدف إلى بناء حديقة حضرية، وحديقة نباتية.

## الموقع
تقع غابة القبة على بعد 14 كم شرق الجزائر العاصمة، و 66 كم شرق تيبازة و 2 كم من البحر الأبيض المتوسط. تقع في بلدة القبة بولاية حسين داي، وتسمى محليًا جنان بن عمر.